# Egmundella sibogae
Egmundella sibogae är en nässeldjursart som beskrevs av Chantal Billard 1940. Egmundella sibogae ingår i släktet Egmundella och familjen Campanulinidae. Inga underarter finns listade i Catalogue of Life.